# Maad
Maad (en sérère, ou Mad) est le titre donné à un monarque masculin par les sérères du Sénégal, de Gambie et de Mauritanie,,.  Dans l'histoire royale sérère, le Maad possédait le pouvoir suprême dans tout le pays sérère,. Le Maad était choisi dans la lignée royale et couronné par le grand Jaraaf (français : Diaraf) qui était l'équivalent d'un premier ministre.  Après son couronnement, il couronnait un membre de sa famille maternelle, généralement sa mère, sa sœur, sa tante maternelle ou sa femme comme Linguère (reine). Les titres sérères Maad a Sinig (roi du Sine) et Maad Saloum (roi du Saloum) tirent leurs noms du titre radical sérère « Maad » et identifient la partie du pays sérère qu'ils dirigent.

## Toponymie
En sérère, « Maad » signifie roi dans sa définition la plus simple. Lorsqu'il désigne un roi, le nom Maad est précédé d'un « o ». Par exemple, « o Maad » (le roi). Dans son contexte historique, Maad désigne celui qui témoigne ou qui doit témoigner, désignant ainsi celui qui juge les litiges, généralement un roi. Ces jugements étaient rendus en public par les rois sérères. Utilisé comme suffixe, il identifie le statut noble ou la fonction d'une personne au service du roi. Par exemple, le terme « bii no maad » désigne un noble, un membre de la famille royale, le fils d'un roi – celui qui tient sa noblesse de son père ; maad pouvait également signifier chef de province.
Le terme sérère « Maat » est parfois utilisé de manière interchangeable avec Maad, mais très rarement, et parfois à tort. En sérère, le terme « Maat » est généralement réservé aux anciens rois sérères dont la fonction était également religieuse, par exemple les lamanes. Maat désigne le règne d'un souverain, l'administration civile et le pouvoir. Cependant, dans son sens le plus profond et sacré, il signifie aussi « la chose publique », au sens le plus élevé du terme – évoquant l’ordre public, l’ordre dans le pays, et manifestant l’inclination naturelle du roi ou de l’homme sérère – à vouloir capter l’aura mystique qui rayonne de la Maat.